# 穴井太
穴井 太（あない ふとし、1926年12月28日 - 1997年12月29日）は、日本の俳人。

## 生涯
大分県玖珠郡（現・九重町）に生まれる。幼時に福岡県戸畑に転居。中央大学専門部経済科卒業後、肺浸潤のため帰省、療養ののち中学校教師の職に就く。1954年、横山白虹の「自鳴鐘」入会。1956年、北九州市で益田清らと「未来派」を創刊。1963年金子兜太の「海程」同人。1965年「天籟通信」をハガキ版で発行（のち俳誌形態となる）。1968年第4回海程賞受賞。1974年第20回現代俳句協会賞受賞。石牟礼道子を俳句に導き『天』（1986）を刊行したことでも知られる。

## 句集
- 『鶏と鳩と夕焼けと』（未来派発行所　1963)
- 『私版・短詩型文学全書＝穴井太集』（八幡船社　1967)
- 『土語』（天籟通信発行所　1971　北九州市民文化賞)
- 『ゆうひ領』（牧羊社　1974)
- 『天籟雑唱』（現代俳句協会　1983)
- 『原郷樹林』（牧羊社　1991)
- 『穴井太集』（ふらんす堂　1994）
- 『穴井太全句集』（天籟俳句会　2015)

## 研究書
- 『山頭火の世界』（本多企画　1990）